# Shamulzayi (huyện)
Shamulzayi là một huyện thuộc tỉnh Zabol, Afghanistan. Dân số thời điểm năm 1999 là 37,011 người.